# Drapeado

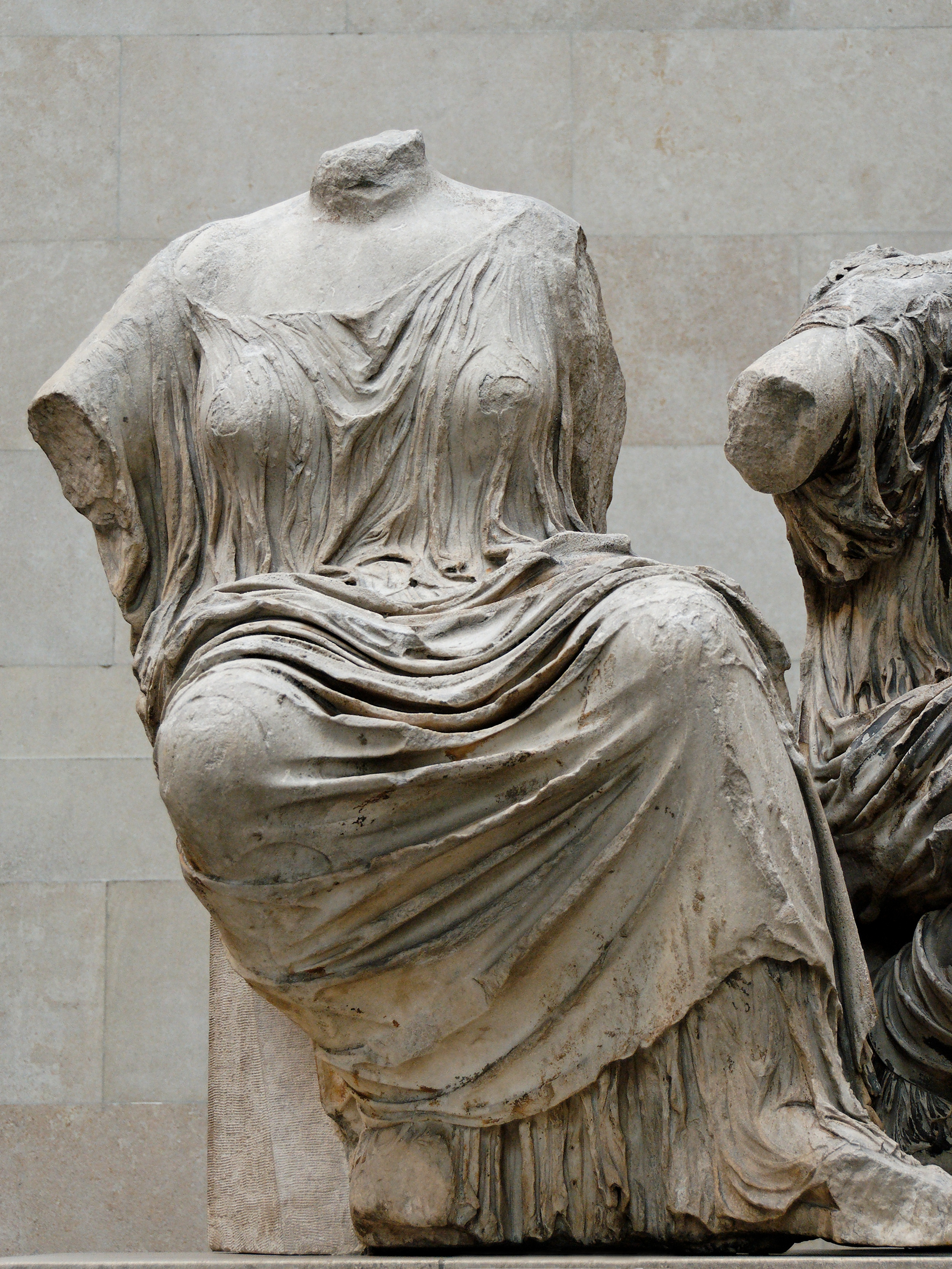
Frontão Este do Parténon, Fídias, ca. 450 a.C.

Drapeado é um termo usado para a representação artística da indumentária nas artes figurativas, especialmente da que se acomoda ao corpo humano formando pregas, ou adere a este revelando as suas formas de modo similar à escultura grega clássica (os panneggio bagnato -"panos molhados"- característicos de Fídias) e que foram imitados na pintura e escultura medievais com maior ou menor esquematização segundo a época (pregas rígidas, formando linhas paralelas no Românico - primitivismo similar ao da escultura grega arcaica-, maior sensação de gravidade e variedade de formas no Gótico - ondulações e depressões, estilo denominado Muldenfaltenstil na Europa Central) - enquanto a indumentária tem um tratamento próprio, independente do corpo, na escultura helenística ou no Barroco. O termo é extensível a cortinados e outros panos suspensos para criação de cenários pictóricos o termo é mais utilizado em contextos técnicos e acadêmicos como draperia, sendo de origem francesa.

## Galeria

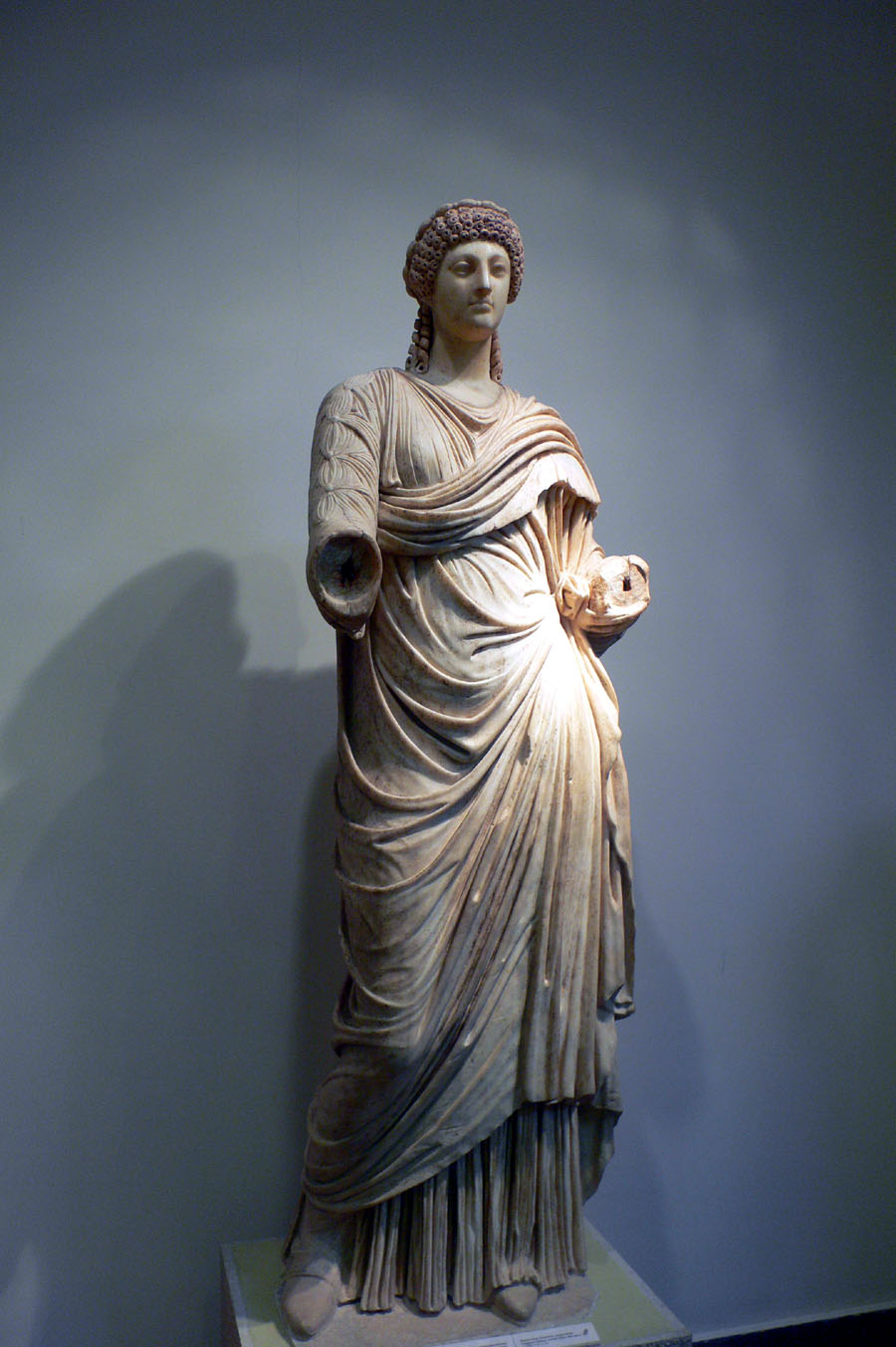
Popeia, mulher de Nero
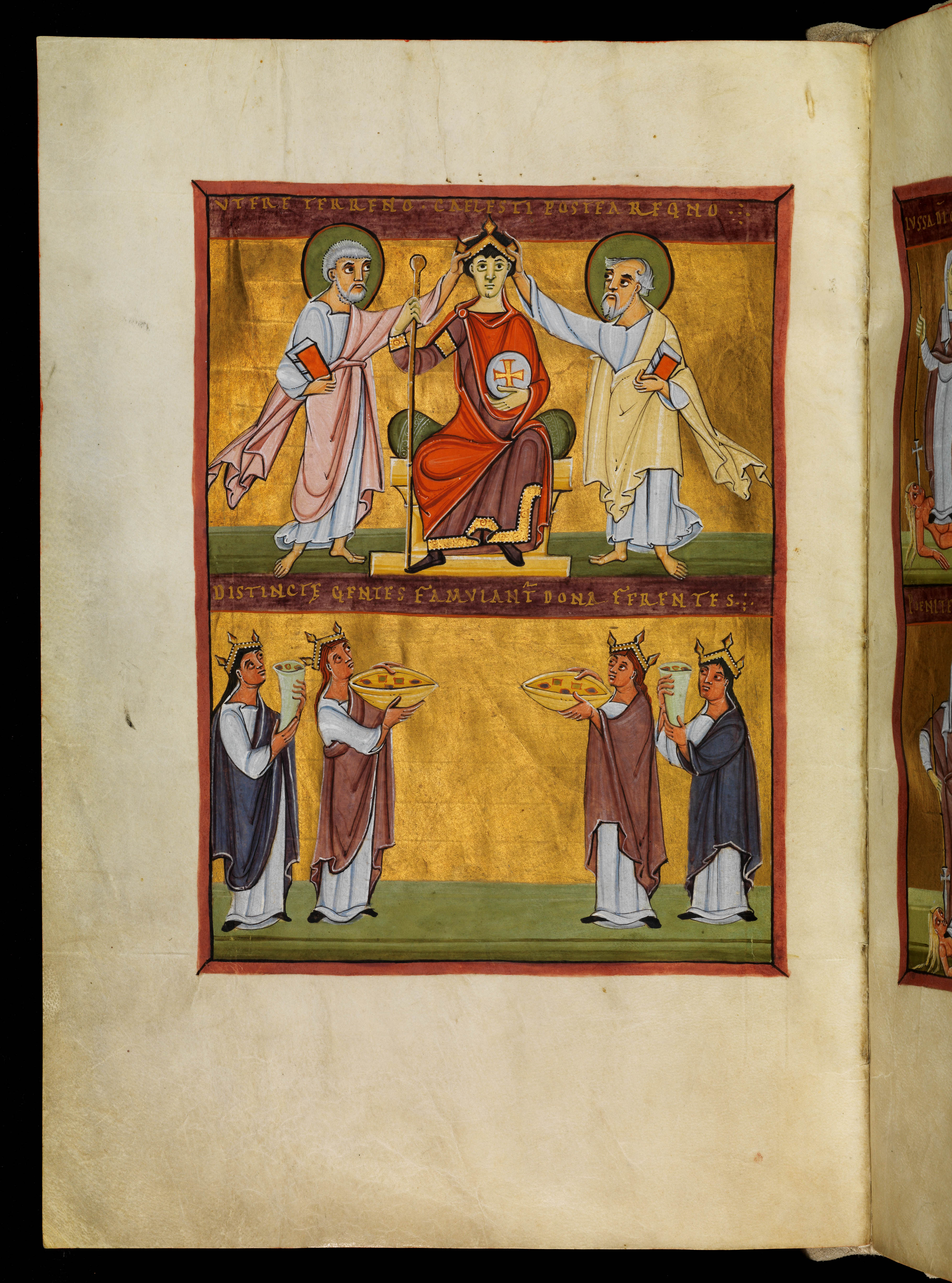
Imagem do Apocalipse de Bamberg
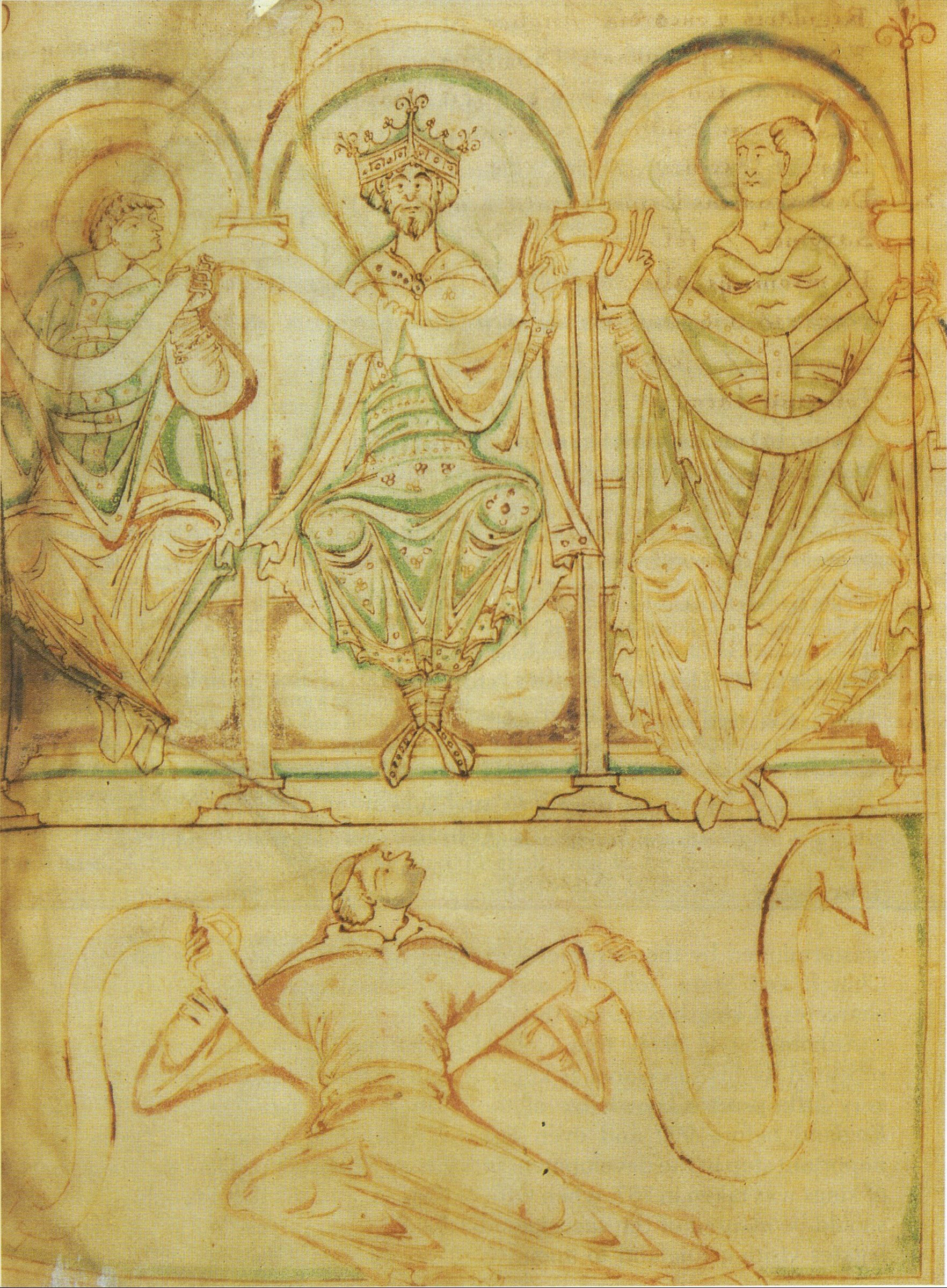
Uma miniatura anglo-saxónica do século XI
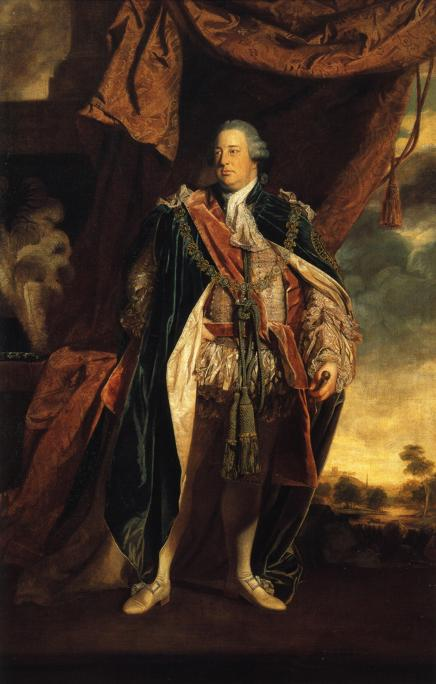
Retrato de Joshua Reynolds de um dos filhos de Jorge III, com vestes ousadas e roupagem suspensa